# Tapapinche
El tapapinche es una especie de delantal grueso de cuero de res, usualmente de color crudo y sin ornamentos, utilizado para cubrir el pinche (nombre dado por los arrieros al pene), que usualmente se encontraba fuera de sus pantalones para poder continuar la travesía mientras miccionaba, de ahí el dicho andando y meando. 
Es propio de Colombia y actualmente forma parte de los trajes tradicionales de arrieros y recolectores de café.